# Categorische variabele
Een categorische variabele is een grootheid (een kwalitatief kenmerk) die op nominale schaal gemeten is of op ordinale schaal, maar waarvan de waarden geen meetbare hoeveelheden voorstellen, die dus niet gesommeerd kunnen worden tot totalen. De waarden die een categorische variabele kan aannemen, bestaan dus slechts uit namen, al dan niet de namen van de categorieën waartoe de waarden behoren. 
Voorbeelden zijn van categorische variabelen zijn
op nominale schaal: namen, zoals voornaam, achternaam, woonplaats, oogkleur, nationaliteit, bloedgroep, geloof;
op ordinale schaal: de schaal van Richter, de schaal van Beaufort, de gewichtsklassen bij sommige sportwedstrijden, kledingmaat, plak bij een wedstrijd.
De uitkomsten 'kruis' en 'munt' bij een worp met een munt, ook 'succes' en 'mislukking' geheten, is een binaire variabele of boolean.
Tegenover de categorische variabele staat de kwantitatieve of continue variabele, die gemeten wordt in intervalschaal of ratioschaal.
| Onderzoeksvariabelen en gegevens | Onderzoeksvariabelen en gegevens | Onderzoeksvariabelen en gegevens  | Onderzoeksvariabelen en gegevens    | Onderzoeksvariabelen en gegevens  | Onderzoeksvariabelen en gegevens  | Onderzoeksvariabelen en gegevens | Onderzoeksvariabelen en gegevens | Onderzoeksvariabelen en gegevens |
| -------------------------------- | -------------------------------- | --------------------------------- | ----------------------------------- | --------------------------------- | --------------------------------- | -------------------------------- | -------------------------------- | -------------------------------- |
| Variabelen                       | Categorie                        | kwalitatief = categorisch         | kwalitatief = categorisch           | kwalitatief = categorisch         | kwantitatief = numeriek           | kwantitatief = numeriek          | kwantitatief = numeriek          | kwantitatief = numeriek          |
| Variabelen                       | Type                             | discreet en niet-negatief         | discreet en niet-negatief           | discreet en niet-negatief         | discreet en niet-negatief         | discreet en niet-negatief        | continu                          | continu                          |
| Variabelen                       | Meetschaal                       | nominaal (polytoom)               | ordinaal                            | binair (dichotoom)                | binair (dichotoom)                | telling                          | interval                         | ratio                            |
| Bewerkingen                      | Bewerkingen                      | ≠, =                              | ≠, =, >, <                          | ≠, =                              | ≠, =                              | +, -                             | +, -                             | +, -, *, ÷                       |
| Eigen- schappen                  | Volgorde                         |                                   | x                                   |                                   | x                                 | x                                | x                                | x                                |
| Eigen- schappen                  | Verschillen                      |                                   |                                     |                                   | x                                 | x                                | x                                | x                                |
| Eigen- schappen                  | Echt nulpunt                     |                                   |                                     |                                   | x                                 |                                  |                                  | x                                |
| Schatters                        | Modus                            | x                                 | x                                   | x                                 | x                                 | x                                | x                                | x                                |
| Schatters                        | Mediaan                          |                                   | x                                   |                                   | x                                 | x                                | x                                | x                                |
| Schatters                        | Gemiddelde                       |                                   |                                     |                                   | x                                 | x                                | x                                | x                                |
| Schatters                        | Spreiding                        |                                   | interkwartiel- afstand              |                                   |                                   | variantie                        | variantie                        | variantie                        |
| Mogelijke waarden                | Mogelijke waarden                | categorieën, rubrieken            | met rangordes                       | true/false (Ja/Nee)               | 0, 1                              | 0, 1, …                          | 0-waarde willekeurig             | 0-waarde reëel                   |
| Voorbeelden                      | Voorbeelden                      | bloedgroep, geloof, nationaliteit | medaille, kledingmaat, tevredenheid | gehuwd?, geslaagd?, rechtshandig? | gehuwd?, geslaagd?, rechtshandig? | #fouten, #inwoners, #kinderen    | geboren op, temp. ℃/℉, IQ        | gewicht, temp. °K, voltage       |